# Zulu (Ethnie)

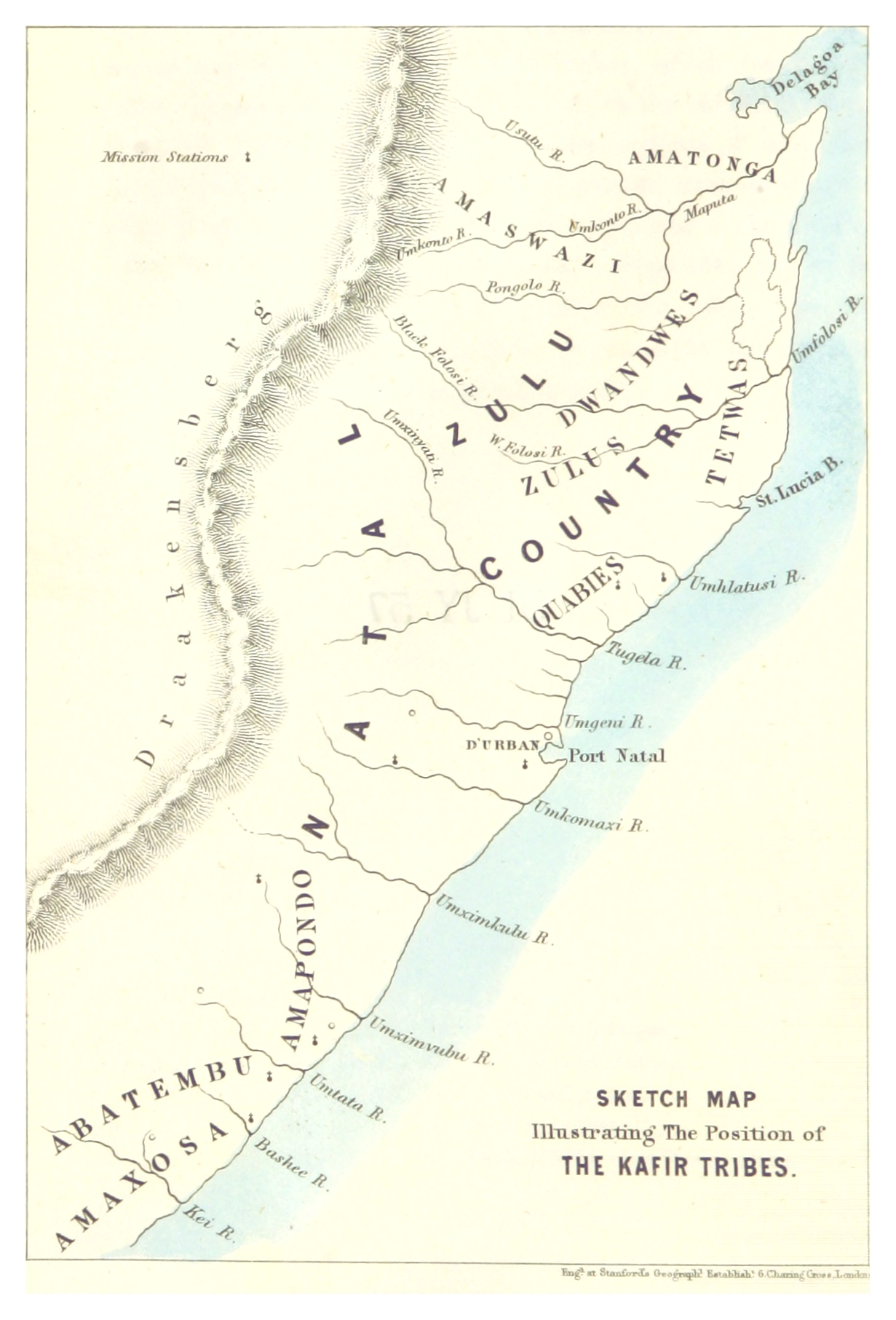
Siedlungsgebiete der Zulu um 1850

Die Zulu (auch amaZulu; von isiZulu izulu, „Himmel“) sind eine Untergruppe der Bantu mit heute über elf Millionen Menschen und die größte Ethnie Südafrikas. Sie leben hauptsächlich in der südafrikanischen Provinz KwaZulu-Natal. Die Sprache der Zulu ist isiZulu.

## Geschichte

### Ursprung

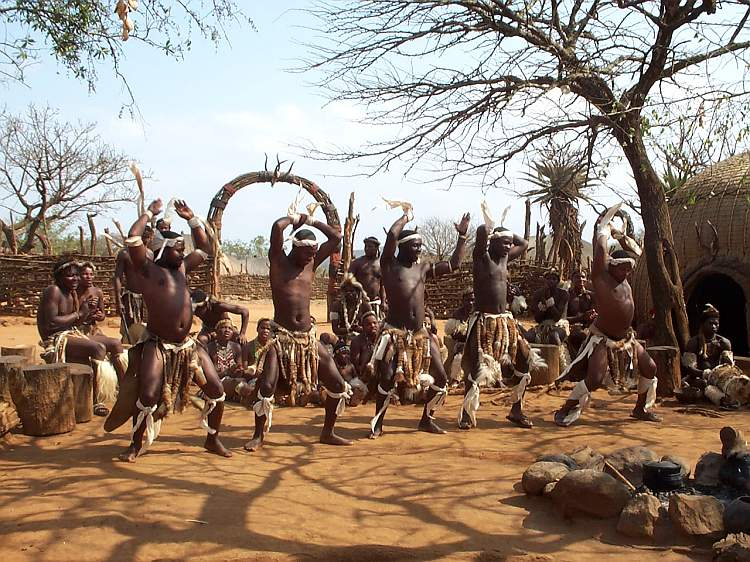
Zulu führen einen Kriegstanz auf

Im späten 17. Jahrhundert wanderten bantustämmige Nguni-Völker, die ursprünglich aus dem Gebiet des heutigen Kongo stammen, in das spätere Natal ein und verdrängten die indigenen San. Sie lebten dort zunächst in lockeren Stammesverbänden unter der Herrschaft je eines Oberhauptes (inkosi). Wachsende Bevölkerung, intensivierte Landwirtschaft und Konkurrenz im Handel mit den Europäern führten Anfang des 18. Jahrhunderts zu zunehmender Zentralisierung und Expansion der Stammesverbände. Besonders erfolgreich waren hierbei zwei Verbände: die Ndwandwe nördlich des Umfolozi-Flusses und die Mthethwa südlich davon.
Die Zulu waren zunächst ein Unterstamm der Mthethwa. Ihren Namen (amaZulu, „die Zulus“) hatten sie etwa 1709 von ihrem damaligen Oberhaupt Zulu ka Ntombhela erhalten. Um 1818 umfassten die Zulu etwa 1.500 Mitglieder.

### Unter König Shaka

König Shaka, 1824

Zu einer enormen Expansion der Zulu kam es ab 1818 unter ihrem König Shaka. Nachdem 1817 die Ndwandwe die Mthethwa besiegt hatten (die Zulu nahmen an diesen Kämpfen nicht teil), entstand ein Machtvakuum, das die Zulu ausfüllten. Zugute kam ihnen dabei die neuartige Kriegstaktik Shakas, besiegte Stämme gleichberechtigt in seinen Stamm zu integrieren, was zu einem rapiden Wachstum der Zulu führte. Bereits 1819 konnten die Zulu so die Ndwandwe besiegen und expandierten weiter in südlicher Richtung, bis sie 1824 an die Grenze der Kapkolonie stießen.
Um 1824 umfasste Zululand rund 250.000 Einwohner und etwa 20.000 km². Seine Armee war auf 20.000 Krieger angewachsen.

#### Militärreformen unter Shaka
Shaka organisierte das Militärwesen der Zulu von Grund auf neu. Ab dem Alter von 14 Jahren mussten männliche Zulu in amakhanda genannten Wehrdörfern einen zwei- bis dreijährigen Militärdienst ableisten. Danach folgte ein achtmonatiger Dienst in einem Jahrgangs-Regiment (amabutho), bevor sie wieder in ihre Unterstämme entlassen wurden. Die amabutho wurden im Kriegsfall mobilisiert. Zudem durfte kein Zulukrieger ohne die Erlaubnis Shakas heiraten. Diese wurde normalerweise erst erteilt, wenn der Krieger bereits älter als 30 Jahre alt war. Dies diente dazu, die Krieger möglichst lange unter der Kontrolle des Königs zu halten.
Weiterhin stellte er die bisherige Kampfesweise der Zulu – Kampf aus der Entfernung mit geschleuderten Speeren – auf Nahkampf mit einem Stichspeer (assegai) um.
Außerdem etablierte er eine neue, „Büffelhorn“ (i’mpondo zankhomo) genannte Taktik:
Die Truppen wurden dazu in drei Gruppen geteilt:
- die „Hörner“ (Izimpondo), die den Gegner umzingelten und in der Flanke angriffen. Sie wurden normalerweise von jüngeren und unerfahreneren Kriegern gebildet.
- der „Brustkorb“ (Isifuba) bildete die kampfstärkste Einheit und griff den Feind frontal an.
- die „Lenden“ bildeten die Reserve und wurden zur Verfolgung des besiegten Gegners eingesetzt. Sie bestanden meist aus Veteranen.

### Unter König Dingane
Nach Shakas Ermordung 1828 wurde sein Halbbruder Dingane König. Er lockerte zunächst die äußerst rigiden Heirats- und Militärbestimmungen. In der Regentschaft Dinganes kam es zunehmend zu Konflikten mit den Buren, die im Zuge des Großen Trecks Zululand erreichten. 1838 wurden der Voortrekker Pieter Retief und 70 weitere Buren in Dinganes Kraal umgebracht. Anschließend überfielen die Zulu einen Wagenzug der Voortrekker am Fluss Bloukrans und verübten so das Weenen-Massaker bzw. die Bloukrans-Morde. In der Schlacht am Blood River schlug der Burenführer Andries Pretorius daraufhin die Zulu am 16. Dezember 1838, ihre Hauptstadt uMgungundlovu wurde vier Tage später zerstört. 1840 wurde Dingane von seinem Bruder Mpande unter Mithilfe der Buren gestürzt. Unter seiner Regentschaft verloren die Zulu kleinere Gebiete an die Burenstaaten Südafrikanische Republik (ZAR) und Oranje-Freistaat. Obwohl der Zentralismus gelockert wurde, konnte sich Zululand als Machtfaktor behaupten.

### Unter König Mpande

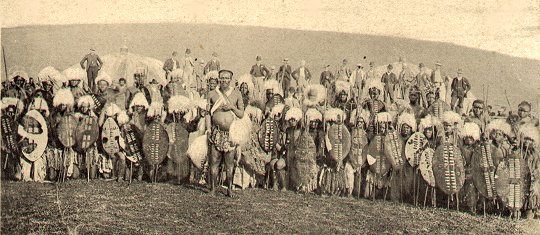
Zulukrieger

Nach dem Sieg über Dingane gründeten die Voortrekker unter Pretorius 1839 südlich des Tugela und westlich der britischen Siedlung Port Natal (heute Durban) die kurzlebige Republik Natalia. Währenddessen unterhielten Mpande und Pretorius friedliche Beziehungen. 1842 kam es zum Krieg zwischen den Buren und den Briten, der mit einem britischen Sieg und der Annexion Natalias endete. Daraufhin wandte sich Mpande verstärkt den Briten zu.
1843 ordnete Mpande Strafaktionen gegen Dissidenten innerhalb der Zulu an. In der Folge kam es zur Flucht von tausenden abtrünnigen Zulu in die Nachbargebiete, unter anderem auch ins britisch kontrollierte Natal. Viele dieser Flüchtlinge nahmen ihr Vieh mit. Um dieses Vieh zurückzubekommen, unternahm Mpande Überfälle auf die benachbarten Gebiete. Dies gipfelte 1852 in der Invasion Swasilands, woraufhin Mpande von den Briten zum Rückzug gezwungen wurde.
In dieser Zeit brach der Kampf um die Nachfolge Mpandes zwischen seinen Söhnen Cetshwayo und Mbuyazi aus. Er endete mit einer Schlacht, in der Mbuyazi getötet wurde. Cetshwayo begann nun, nach und nach die Regierungsgewalt von seinem Vater zu übernehmen. Als Mpande 1872 mit 74 Jahren starb, wurde Cetshwayo offiziell König der Zulu.

### Konflikt mit den Briten

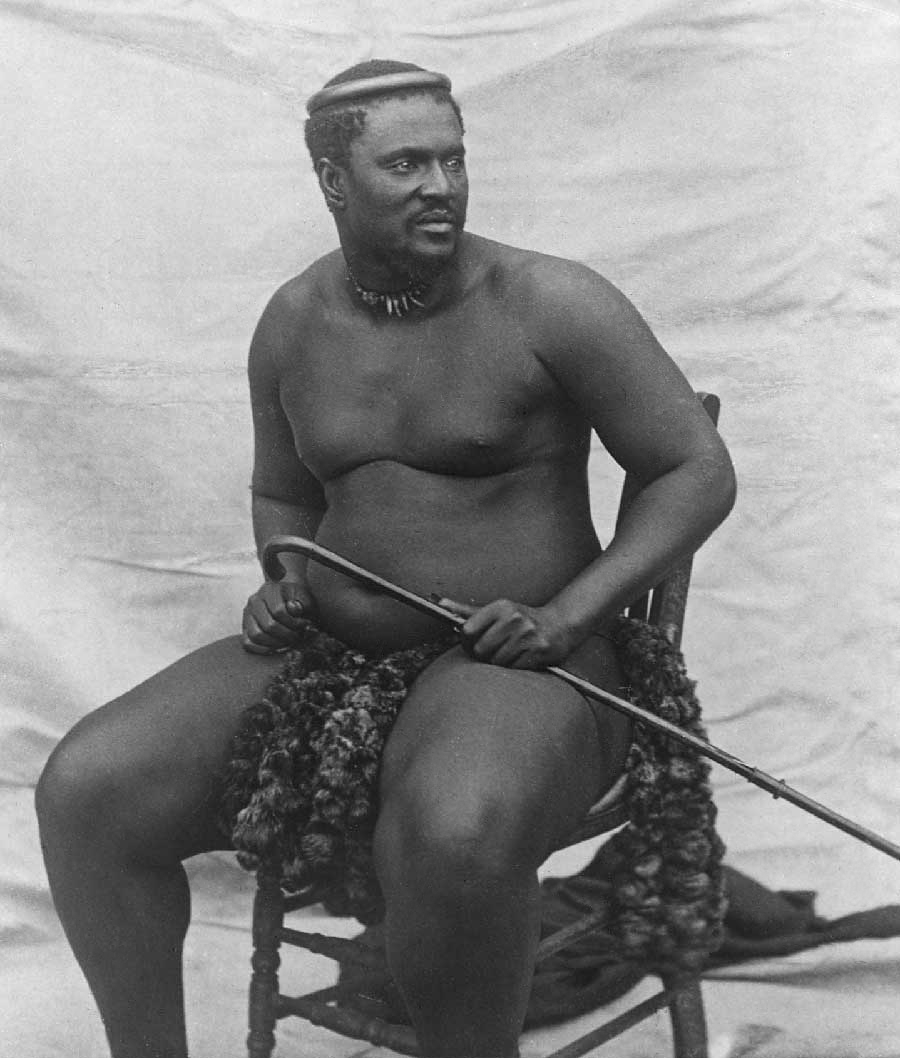
König Cetshwayo kaMpande, um 1875

Nach den britischen Annexionen des Natal 1843 und der ZAR 1877 stellte Zululand – nunmehr fast völlig von britisch beherrschtem Territorium umschlossen – für die Briten in zunehmendem Maße ein Hindernis bei der Konsolidierung ihrer südafrikanischen Besitzungen dar. 1879 drangen britische Truppen von Natal aus ins Zululand ein. Nach anfänglichen Erfolgen (Niederlage der Briten in der Schlacht bei Isandhlwana am 22. Januar 1879) unterlagen die Zulu in der Schlacht bei Ulundi am 4. Juli 1879 den waffentechnisch und taktisch weit überlegenen Briten.

### Verlust der Unabhängigkeit
Zululand wurde nach dem Zulukrieg in 13 separate Königtümer aufgeteilt, deren Regenten einen englischen „Berater“ an die Seite gestellt bekamen. Das Militärsystem des Zulustaates wurde abgeschafft. König Cetshwayo besuchte 1882 England und wurde von Königin Victoria mit Sympathie empfangen. Nach seiner Rückkehr kam es zu Konflikten zwischen der Königsfamilie und den neu eingesetzten Häuptlingen. Nach Cetshwayos Tod 1884 rief sein Sohn Dinuzulu die Südafrikanische Republik unter Louis Botha gegen die Rebellen zu Hilfe. Als Dank erhielt diese nach dem Sieg 10.400 km² Land, mehr als ein Drittel des gesamten Zuluterritoriums. 1887 wurde das formal noch immer unabhängige Zululand britisches Protektorat und 1897 von Natal annektiert. 1890 wurde Dinuzulu wegen seiner Teilnahme an einem Aufstand gegen die Briten im Jahr 1887 nach St. Helena verbannt, konnte aber 1896 in seine Heimat zurückkehren. Im April 1906 kam es unter Bambatha kaManczinza, Häuptling des Zondi-Clans, zur letzten Erhebung von Teilen der Zulu gegen die Briten. Die 1500 Mann starken Rebellen erlitten im Juli 1906 in der Mhome-Schlucht eine vernichtende Niederlage gegen einheimische Polizeieinheiten und britische Kolonialtruppen aus Natal. Bambatha und etwa 600 Mann fielen, rund 5000 mit dem Aufstand sympathisierende Zulu wurden zu Haftstrafen oder Deportation verurteilt. Auch Dinuzulu wurde der Beteiligung an dem Aufstand angeklagt. 1909 wurde er zu zehn Jahren Gefängnis verurteilt. Nachdem Louis Botha 1910 Premierminister der Südafrikanischen Union geworden war, arrangierte er, dass sein alter Verbündeter im Exil auf einer Farm im Transvaal leben konnte. Dinuzulu starb dort 1913.

### Ab 1910

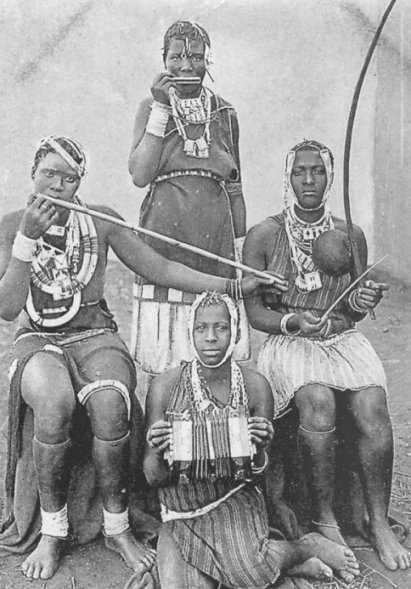
Zulu-Musiker um 1900. Links ein Mundbogen (umqangala), rechts ein Kalebassen-Musikbogen (umakhweyana). Mitte oben eine Mundharmonika (imfiliji), darunter eine Konzertina (inkositini).

In den 1920er Jahren gründeten einflussreiche Zulu die Inkatha-Bewegung, die die Förderung der kulturelle Belange der Zulu zum Ziel hatte. Zu den Zulu, die nicht der Inkatha nahestanden, sondern dem radikaleren African National Congress (ANC), gehörte dessen Vorsitzende Pixley ka Isaka Seme und Albert Luthuli, der 1960 mit dem Friedensnobelpreis ausgezeichnet wurde. 1970 wurde für die Zulu das Homeland Zululand geschaffen, das aus zehn getrennten Gebieten innerhalb der Provinz Natal bestand. Allen Zulu wurde aufgrund des Bantu Homeland Citizenship Act das Homeland als offizieller Wohnsitz zugeordnet. 1975 wurde die Inkatha-Bewegung durch Mangosuthu Buthelezi als Inkatha YaKwaZulu wiedergegründet. Sie verstand sich als Hüter der Interessen der Zulu. Sie war zwar gegen die Apartheid eingestellt, vertrat aber anders als andere Oppositionsgruppen eine konservative Haltung und arbeitete punktuell mit den Regierungsbehörden zusammen. 1977 wurde Zululand in KwaZulu umbenannt. 1980 entstand aus Inkatha YaKwaZulu die Partei Inkatha Freedom Party (IFP). Buthelezi führte das Homeland zeit seines Bestehens und war bis 2019 IFP-Vorsitzender.
Von 1989 bis 1994 waren der IFP nahestehende Zulu in bürgerkriegsartige Konflikte mit Anhängern der United Democratic Front und des ANC verwickelt, die teilweise auch zu den Zulu gehörten. Dabei gab es Tausende Tote. Trotzdem war die IFP die einzige südafrikanische Homeland-Partei, die an den Verhandlungen zum Ende der Apartheid beteiligt war. 1993 lebten rund 5,2 Millionen Menschen, fast alle Zulu, in KwaZulu, und rund zwei Millionen außerhalb des Homelands. 1994 löste man KwaZulu mit dem Ende der Apartheid auf und integrierte es in die umbenannte Provinz KwaZulu-Natal. Die IFP wurde in die Regierung Nelson Mandelas eingebunden und so befriedet.

### Gegenwart
Die Mehrheit der Zulu lebt in KwaZulu-Natal, jedoch gibt es auch viele Zulu in den Ballungszentren von Gauteng (19,8 %) sowie in Mpumalanga (24,1 %). Bekanntester Zulu ist Jacob Zuma, der von 2009 bis 2018 Staatspräsident und bis 2017 auch ANC-Vorsitzender war. Bei der Volkszählung 2011 gaben rund 11,6 Millionen bzw. 22,7 % der Südafrikaner an, isiZulu als erste Sprache zu sprechen, und können so zu den Zulu gezählt werden. Damit stellen sie die größte Volksgruppe Südafrikas dar. In Ulundi residiert weiterhin ein Zulukönig, der jedoch nur repräsentative Aufgaben hat.

## Liste der Clanchefs und Könige der Zulu
- Malandela ka Luzumana
- Ntombhela ka Malandela, Sohn des Malandela
- Zulu ka Ntombhela, Sohn des Ntombhela, Gründer und Clanchef der Zulu ab ca. 1709
- Gumede ka Zulu, Sohn des Zulu
- Phunga ka Gumede († 1727), Sohn des Gumede, Clanchef der Zulu bis 1727
- Mageba ka Gumede († 1745), Sohn des Gumede und Bruder von Phunga, Clanchef der Zulu von 1727 bis 1745
- Ndaba ka Mageba († 1763), Sohn des Mageba, Clanchef der Zulu von 1745 bis 1763
- Jama ka Ndaba, Sohn des Ndaba, Clanchef der Zulu von 1763 bis 1781
- Senzangakhona ka Jama (ca. 1762–1816), Sohn des Jama, Clanchef der Zulu von 1781 bis 1816
- Siguyana ka Senzangakhona (ca. 179?–1816), Sohn des Senzangakhona, Clanchef der Zulu 1816
- Shaka ka Senzangakhona, Sohn des Senzangakhona und Halbbruder von Siguyana, König von 1816 bis 1828
- Dingane ka Senzangakhona, Sohn des Senzangakhona und Halbbruder von Shaka, König von 1828 bis 1840
- Mpande ka Senzangakhona, Sohn des Senzangakhona und Halbbruder von Shaka und Dingane, König von 1840 bis 1872
- Cetshwayo ka Mpande, Sohn des Mpande, König von 1872 bis 1884
- Dinuzulu ka Cetshwayo, Sohn des Cetshwayo ka Mpande, König von 1884 bis 1913
- Solomon ka Dinuzulu (1891–1933), Sohn des Dinuzulu ka Cetshwayo, König von 1913 bis 1933
- Cyprian Bhekuzulu ka Solomon (4. August 1924 bis 17. September 1968), Sohn des Solomon ka Dinuzulu, König von 1933 bis 1968
- Goodwill Zwelithini kaBhekuzulu, Sohn des Cyprian Bhekuzulu ka Solomon, 1968–2021[9]
- Misuzulu Zulu, Sohn des Goodwill Zwelethini kaBhekuzulu, seit 2021

## Die traditionelle Kleidung

### Männerkleidung
Traditionelle  Männerkleidung besteht normalerweise aus einer zweiteiligen Schürze, die zur Abdeckung der Genitalien und des Gesäßes dient. Das vordere Stück heißt umutsha und wird meistens aus Springbockhaut angefertigt. Das hintere Kleidungsstück  wird  ibheshu genannt und besteht aus einem einzelnen Stück der Tierhaut eines Springbocks oder eines Rindes. Die Länge des ibheshu gilt als Indikator für Alter und soziale Stellung. Verheiratete Männer tragen meistens Kopfbänder (umqhele), welche  ebenfalls aus Springbockhaut hergestellt werden. Männer mit hohem sozialen Rang, wie Häuptlinge oder Anführer, tragen ein Kopfband, das aus Leopardenhaut gefertigt wird. Während Zeremonien und Ritualen sowie Tänzen oder Hochzeiten tragen die Zulumänner oftmals Armbänder aus Kuhschwänzen, die imishokobezi genannt werden.

### Frauenkleidung
Heute sind die Zulus für ihre Fähigkeit bekannt, mit Perlen und Nähgarn kunstvolle Objekte herzustellen. Traditionelle Kleidung hängt weitgehend vom Beziehungsstatus ab; unverheiratete Zulu-Frauen sind spärlicher gekleidet als verheiratete. In verschiedenen Regionen tragen sie zu bestimmten Anlässen noch eine kleine, kaum verbergende Perlenschürze (Isigege) mit nacktem Busen und Gesäß. In der Region Nongoma bedeckt diese 'jungfräuliche Kleidung' zwischen Bauchnabel und Knien eine Fläche von ±20 mal 30 cm, in anderen Regionen kann sie sogar noch kürzer und breiter sein. Diese limitierte Kleidung wird auch von (kleinen) Jungen getragen und heißt auf Zulu Isinene.
Eine verheiratete Frau deckt ihren gesamten Körper ab, um zu zeigen, dass sie vergeben ist, und trägt einen Lederrock, welcher mit Holzkohle und tierischem Fett behandelt wurde. Über diesem Rock trägt sie einen anderen Stoff in Weiß, Rot oder Schwarz. Über ihren Brüsten trägt die Frau eine Abdeckung, dekoriert mit Perlen, und mit einer Nachricht, die nur ihr Ehemann verstehen kann. Die eindrucksvollste Zier ist der Hut, der aus Gras und Baumwolle besteht und in die Haare genäht wird. Dieser hält einige Monate und wird dann erneuert.

## Verwandte Ethnien
- Swasi
- Xhosa
- Ndebele